# بوخاتوف
بوخاتوف (به لاتین: Bełchatów، تلفظ: [bɛu̯ˈxatuf] ()) یک شهر در لهستان است که در شهرستان بوخاتوف واقع شده‌است.

## خصوصیات
بوخاتوف ۳۴٫۶۳ کیلومترمربع مساحت و ۶۰٬۹۷۰ نفر جمعیت دارد.

## خواهرخوانده
شهرهای تاوراگه، Myślenice, Aubergenville، سووتسک، کالینینگراد، تونگراد و آلکوباسا خواهرخوانده‌های بوخاتوف هستند.